# خط الحدود بين الكيانات

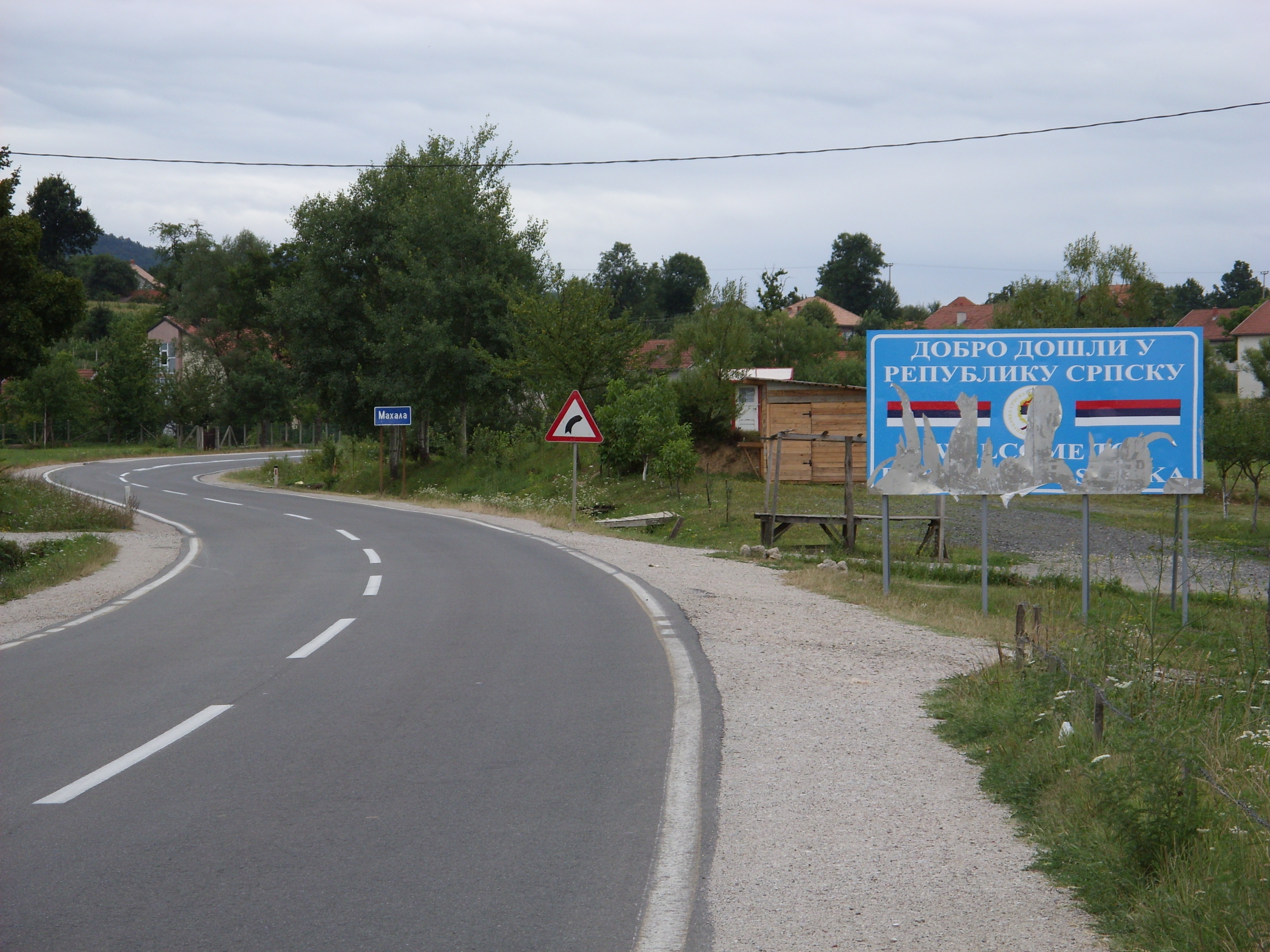
خط الحدود بين الكيانات تم تصويره في يوليو 2008 بالقرب من قرية المحلة بين كاليسيا وأوسماسي.

خط الحدود بين الكيانات (بالبوسنوية: Međuentitetska linija)‏، (بالصربية: Међуентитеска линија)‏، يقسم البوسنة والهرسك إلى كيانين ومنطقة واحدة، جمهورية صرب البوسنة، اتحاد البوسنة والهرسك ومنطقة برتشكو. يبلغ الطول الإجمالي لخط الحدود 1,080 كيلومتر (670 ميل).

## التاريخ
تستند الانقسامات السياسية الحالية للبوسنة والهرسك إلى الملحق 4 من اتفاقية الإطار العام للسلام، والمعروفة أيضًا باسم اتفاقية دايتون، والتي تم إبرامها في مؤتمر دايتون للسلام في نوفمبر 1995، وتم التوقيع عليها لاحقًا في باريس في 14 ديسمبر 1995. كان أحد المكونات الرئيسية لها هو ترسيم خط الحدود بين الكيانات، والذي أشارت إليه العديد من المهام المدرجة في الملحقات الأخرى.
أثر خط الحدود بشكل خاص على مهام الملحقات العسكرية، مثل «الفصل الأولي والفوري للقوات»، وإنشاء «منطقة فصل» مبدئية، و«نقل المناطق» بين الكيانات والمقاطعة، و «نقل القوات» إلى «مناطق الاحتواء».
خلال «فترة التنفيذ» الأولية هذه، التي فرضتها قوة التنفيذ بقيادة الناتو، كان مطلوبًا إنشاء على خط الحدود ما يسمى بـ«منطقة فصل» بطول 2 كم، تمتد باتجاه كلا الكيانين، مما يجعل المنطقة بعرض 4 كم إجمالا.
يتبع خط الحدود في الغالب على طول الخطوط الأمامية العسكرية كما كانت في نهاية حرب البوسنة، مع بعض التعديلات الرئيسية، وعلى الأخص في الجزء الغربي من البلاد، وداخل سراييفو وما حولها.

## تكنولوجيا رسم الخرائط
اعتبرت دايتون المناسبة الأولى التي تم فيها استخدام تقنية صور الأقمار الصناعية ثلاثية الأبعاد ورسم الخرائط الرقمي لتحديد وترسيم الحدود في معاهدة رسمية. نظرًا لسرعة وكثافة المفاوضات (خاصة قرب النهاية)، لا يزال يتعين عقد سلسلة من لجان خط الحدود المشتركة بين الكيانات على مدار الأشهر الستة الأولى من عملية قوة التنفيذ التي يقودها الناتو لتسوية التفاصيل المتبقية لبعض الحدود (خاصة داخل سراييفو). تفاوض الطرفان على أكثر من 40 تغييرًا على خط الحدود في اجتماعات قام بتيسيرها رئيس الأركان في المقر الرئيسي لفيلق الرد السريع المتحالف اللواء مايكل ويلكوكس. تم التوقيع عليها من قبل قائد قوة التنفيذ الأدميرال لايتون دبليو سميث جونيور في يوليو 1996.
إن خط الحدود بين جمهورية صرب البوسنة واتحاد البوسنة والهرسك ومقاطعة برتشكو لم يعد خاضعًا لسيطرة الجيش ولم يخضع للشرطة. لا توجد «منطقة فصل»، أو أي نوع من الضوابط والمعابر الحدودية. يشبه الخط عبور حدود الولايات المتحدة.

## حكم المحكمة الدستورية
حكمت المحكمة الدستورية للبوسنة والهرسك، في قرارها الجزئي الأول رقم U 5/98، في مسألة ما إذا كان دستور جمهورية صرب البوسنة يمكن أن يستخدم كلمة «حدود» بدلاً من «الحدود» في نصه. أعلنت المحكمة:
وبالتالي، كان لا بد من تعديل دستور جمهورية صرب البوسنة، وهو ما تم باستخدام التعديل رقم 68، والذي غيّر كلمة «حد» في التعديل رقم 55 في المادة 2 الفقرة 2 من دستور جمهورية صربسكا.

## البلديات المقسومة على الخط
تم تقسيم 48 من أصل 109 بلدية إلى قسمين أو أكثر.
- بلدية في اتحاد البوسنة والهرسك / بلدية في جمهورية صربسكا
- بوسانسكا كروبا/ كروبا نا يوني
- سانسكي موست / أوسترا لوكا
- كليوتش / ريبنيك
- بوسانسكي بتروفاتس / بتروفاك
- درفار / استوني درفار
- كوبرس / كوبرس
- يايتسي/ جيزيرو
- دوبريتشي / كنيشيفو
- جنوب وشرق دوبوي / دوبوي
- غراتسانيتسا ولوكافاكس/ بيتروفو
- جرادتشاتس / بيلاجيتشيفو
- أوراسيي/ دونجي زبار
- دومالجيفاك-شاميتس / شاميتس
- أودزاك / فوكوسافلي
- سيليتش / لوباري
- تيوجاك/ أوجليفيك
- سابنا / زفورنيك
- كاليسيا / أوسماسي
- ستاري غراد / استوني ستاري غراد
- نوفو سراييفو / استونو نوفو سراييفو
- إليجا / شرق إليجا
- ترنوفو / ترنوفو
- بالي براشا / بالي
- غورازده / نوفو غورازده
- فوتشا-أوستيكولينا/ فوتشا
- موستار / استوني موستار
- استولاك / بيركوفيتشي
- رافنو / تريبينيي

في وقت إنشاء اتفاق دايتون، تم تقسيم برتشكو أيضًا بين اتحاد البوسنة والهرسك وجمهورية صرب البوسنة؛ لكن في الآونة الأخيرة، أعيد توحيد المدينة في منطقة برتشكو المحايدة الكيان، بطريقة تربط توزلا بكانتونات بوسافينا في اتحاد البوسنة والهرسك وبيلاجيتشيفو ودوني تشابار إلى لوباري وبيه لينافي جمهورية صرب البوسنة.

## روابط خارجية
- مقتطفات من ملاحظات الأدميرال لايتون سميث إلى مجلس شمال الأطلسي، نص الناتو، 17 يوليو 1996
- سلام غير مستقر، الإيكونوميست، 22 يناير 1998
- البوسنة: بلد واحد أم تفاحة خلاف؟، المعهد البوسني، 12 مايو 2006